# Порошин, Евгений Иванович
Евгений Иванович Порошин (3 февраля 1913, Екатеринбург, Пермская губерния — 14 сентября 1943, Сельское поселение «Деревня Высокое», Смоленская область) — младший лейтенант, командир стрелкового взвода 8-й стрелковой роты 718 СП 139 СД, руководитель группы прорыва, подвигу которой посвящена песня «На безымянной высоте».

## Биография
Родился 3 февраля 1913 года в Екатеринбурге в семье печатника.
С отличием окончил химико-технологический техникум, работал сменным техником цеха газовой серы строящегося недалеко от Невьянска медеплавильного комбината.
Осенью 1935 г. призван в армию, окончил школу младших командиров, курсы среднего комсостава, служил на пограничной заставе. После увольнения вернулся на комбинат, работал сменным инженером, начальником смены одного из цехов.
Мобилизован в РККА 2.11.1941 г., участвовал в боях под Москвой, был ранен, лечился в госпитале (декабрь 1941).
В августе 1943 г. — командир стрелкового взвода 8-й стрелковой роты 718 СП 139 СД (10 Армия, Западный фронт).
Погиб 14 сентября 1943 года.
Вначале был похоронен там, где шёл бой, на высоте у развилки дорог. Позднее воины были перезахоронены в посёлке Бетлица на площади героев Безымянной высоты.

### Подвиг
В ходе Смоленско-Рославльской наступательной операции советских войск в полосе наступления 139-й стрелковой дивизии 10-й армии путь советским войскам к реке Десна преграждала укреплённая высота 224,1. Она была усилена тремя рядами траншей, двумя танками, самоходной установкой, усеяна пулемётными гнёздами, окружена минными полями. Попытки бойцов 718-го полка овладеть ею успеха не принесли.
Но 2-му стрелковому батальону удалось зайти во фланг и внезапным мощным ударом выбить противника из деревень Плотина, Новая и подойти к высоте. Брать её решили ночью.
Идти вызвались 17 человек под командованием младшего лейтенанта Евгения Порошина (группа прорыва). С наступлением темноты его группа незаметно подкралась к укреплениям. Красноармейцы забросали гранатами первую траншею и побежали ко второй. Внезапность и стремительность атаки позволили быстро преодолеть 600 метров и ворваться на высоту. Однако наступавшая следом рота 3-го батальона была отсечена пулемётным огнём, и группа Порошина оказалась в окружении превосходящих сил противника.
Бой длился всю ночь, и лишь к утру прорвалось подкрепление. Из 17 добровольцев уцелело только двое.
Порошин был посмертно был представлен к званию Героя Советского Союза, но награждён орденом Отечественной войны I степени.
На месте боя 15 сентября 1966 года был открыт памятник, а 9 мая 1980 года — мемориал «Безымянная высота».
В городе Кировграде на доме № 20 по ул. Гагарина, где проживал Е. И. Порошин, установлена мемориальная доска.